# Гужин (Нижньосілезьке воєводство)
Гужин (пол. Górzyn, нім. Guhren) — село в Польщі, у гміні Рудна Любінського повіту Нижньосілезького воєводства.
Населення — 388 осіб (2011).
У 1975-1998 роках село належало до Легницького воєводства.

## Демографія
Демографічна структура станом на 31 березня 2011 року:
|          | Загалом | Допрацездатний вік | Працездатний вік | Постпрацездатний вік |
| -------- | ------- | ------------------ | ---------------- | -------------------- |
| Чоловіки | 197     | 41                 | 134              | 22                   |
| Жінки    | 191     | 37                 | 115              | 39                   |
| Разом    | 388     | 78                 | 249              | 61                   |